# Les Heures (Holmès)
Pour les articles homonymes, voir Les Heures.
Les Heures sont un cycle de mélodies écrites par Augusta Holmès en 1900.

## Composition
La compositrice compose ses mélodies en 1900, sur des poèmes qu'elle écrit elle-même. Le cycle est édité aux éditions Heugel et Cie. L'illustration de la couverture est due à P. Borie.

## Structure
Le cycle se compose de quatre mélodies :
1. L'Heure rose
2. L'Heure d'or
3. L'Heure de pourpre
4. L'Heure d'azur

## Poèmes

### L'Heure rose
La mélodie est en ré majeur. Le poème est écrit par Augusta Holmès :
C'est l'heure rose

Où la rosée arrose

Le calice entr'ouvert

De la Rose,

Au corset vert,

L'heure du songe

Dont le divin mensonge

Sous ta paupière d'or

Se prolonge,

Troublant encor !

L'heure bénie

Où l'âme, à l'âme unie

Renaît de sa langueur

Infinie

Sous l'aube en fleurs…

L'heure d'être ivre,

Et d'aimer et de vivre,

L'heure du réveil

Qui nous livre

Au Dieu Soleil !

Ô mon délire !

Entends-tu cette Lyre

Tendre comme ta voix,

Qui soupire

Au fond des bois ?

C'est la Jeunesse

Qui nous hâte et nous presse

Vers les sentiers fleuris,

Ô Maîtresse

Du Paradis !

### L'Heure d'or
La mélodie est en sol majeur. Le poème est écrit par Augusta Holmès :
Restons étendus sur le sable d'or,

Sous les cieux brûlant d'âpres flammes ;

Que tes bras divins m'étreignent encor !

Aux feux du Soleil consumons nos âmes.

Toute la mer se livre au Dieu du jour

Livre ta lèvre à ma caresse !

Du cœur des forêts monte un chant d'amour

Oh ! chante à mon cœur ta profonde ivresse !

Sous le voile d'or de tes clairs cheveux

Plonge dans mes yeux tes yeux vagues,

Tes yeux qu'alanguit l'ardeur des aveux,

Tes yeux plein de ciel et couleur des vagues !

Le flot étoilé de vivantes fleurs

Vers ta beauté rampe et se traîne ;

À tes pieds de neige aux roses pâleurs

La mer reconnait l'Anadyomêne !

C'est l'heure d'or !

Toujours, encor,

Expirons tous deux dans sa chaude haleine

### L'Heure de pourpre
La mélodie est en mi mineur. Le poème est écrit par Augusta Holmès :
C'est l'heure ! l'heure

Où le soleil mourant

Roule vers sa rouge demeure

C'est l'heure ! l'heure

Du baiser fauve et torturant !

Écoute ! Écoute,

Blottie entre mes bras,

Mon cœur saigne goutte à goutte…

Écoute ! Écoute !

Si tu me trahis, tu mourras !

Oh ! pleure ! pleure

Si jamais en passant, même en rêve

Un désir t'effleure !

Oh ! pleure, pleure, pleure, pleure,

Car la neige boira ton sang !

C'est l'heure ! l'heure,

Où le soleil mourant

Roule vers sa rouge demeure…

C'est l'heure ! l'heure,

Où l'on s'aime en se torturant !

### L'Heure d'azur
La mélodie est en si majeur. Le poème est écrit par Augusta Holmès :
Laisse-moi te parler sous les profondes branches

Où des thyrses de fleurs s'étagent par milliers,

En cette heure où la lune, en longues clartés blanches,

Fait de ce bois un temple aux lumineux piliers.

Laisse moi te parler comme en la nuit bénie

Où soudain tu m'as dit : « je t'aime emporte moi !… »

Où j'ai pris ta beauté, ton ardeur et ta vie,

Où pour toujours mon âme s'est donnée à toi !

Laisse moi te parler des amours éternelles,

Du pays merveilleux où nous irons un jour,

Toi, bercée en mes bras, moi, neigeux de tes ailes,

Sans regrets, sans remords, sans adieux, sans retour !

Ah ! laisse-moi parler des amours éternelles

Toi qui m'a mis au cœur l'indestructible Amour !

## Réception
Les mélodies du cycle sont souvent jouées séparément, comme par exemple L'Heure rose et L'Heure d'azur, chantées par Olga Fekete lors d'un concert organisé par Eugénie Vergin.